# 일본의 공립 대학 목록
다음은 일본의 공립 대학 목록이다.

## 홋카이도
- 아사히카와 시립 대학 (旭川市立大学)
- 구시로 공립 대학 (釧路公立大学)
- 공립 하코다테 미래대학 (公立はこだて未来大学)
- 공립 지토세 과학기술 대학 (公立千歳科学技術大学)
- 삿포로 의과대학 (札幌医科大学)
- 삿포로 시립 대학 (札幌市立大学)
- 나요로 시립 대학 (名寄市立大学)

## 도호쿠
- 아오모리 현립 보건대학 (青森県立保健大学)
- 아오모리 공립 대학 (青森公立大学)
- 이와테 현립 대학 (岩手県立大学)
- 미야기 대학 (宮城大学)
- 아키타 현립 대학 (秋田県立大学)
- 아키타 공립 미술대학 (秋田公立美術大学)
- 국제교양대학 (国際教養大学)
- 야마가타 현립 보건의료대학 (山形県立保健医療大学)
- 야마가타 현립 요네자와 영양대학 (山形県立米沢栄養大学)
- 아이즈 대학 (会津大学)
- 후쿠시마 현립 의과대학 (福島県立医科大学)

## 간토
- 이바라키 현립 의료대학 (茨城県立医療大学)
- 군마 현립 현민 건강과학대학 (群馬県立県民健康科学大学)
- 군마 현립 여자대학 (群馬県立女子大学)
- 다카사키 경제대학 (高崎経済大学)
- 마에바시 공과대학 (前橋工科大学)
- 사이타마 현립 대학 (埼玉県立大学)
- 지바 현립 보건의료대학 (千葉県立保健医療大学)
- 도쿄 도립대학 (東京都立大学)
- 도쿄 도립 산업기술 대학원대학 (東京都立産業技術大学院大学)
- 가나가와 현립 보건복지대학 (神奈川県立保健福祉大学)
- 가와사키 시립 간호대학 (川崎市立看護大学)
- 요코하마 시립 대학 (横浜市立大学)

## 주부
- 니가타 현립 간호대학 (新潟県立看護大学)
- 니가타 현립 대학 (新潟県立大学)
- 나가노대학 (長野大学）
- 나가노 현립 대학(長野県立大学）
- 도야마 현립 대학 (富山県立大学)
- 이시카와 현립 대학 (石川県立大学)
- 이시카와 현립 간호대학 (石川県立看護大学)
- 가나자와 미술공예대학 (金沢美術工芸大学)
- 후쿠이 현립 대학 (福井県立大学)
- 쓰루 문과대학 (都留文科大学)
- 야마나시 현립 대학 (山梨県立大学)
- 나가노 현 간호대학 (長野県看護大学)
- 기후 현립 간호대학 (岐阜県立看護大学)
- 정보과학예술대학원대학 (情報科学芸術大学院大学)
- 기후 약과대학 (岐阜薬科大学)
- 시즈오카 현립 대학 (静岡県立大学)
- 시즈오카 문화예술대학 (静岡文化芸術大学)
- 아이치 현립 대학 (愛知県立大学)
- 아이치 현립 예술대학 (愛知県立芸術大学)
- 나고야 시립 대학 (名古屋市立大学)

## 긴키
- 미에 현립 간호대학 (三重県立看護大学)
- 시가 현립 대학 (滋賀県立大学)
- 교토 시립 예술대학 (京都市立芸術大学)
- 교토 부립 대학 (京都府立大学)
- 교토 부립 의과대학 (京都府立医科大学)
- 오사카 시립 대학 (大阪市立大学)
- 오사카 부립 대학 (大阪府立大学)
- 고베 시 외국어대학 (神戸市外国語大学)
- 고베 시 간호대학 (神戸市看護大学)
- 효고 현립 대학 (兵庫県立大学)
- 나라 현립 대학 (奈良県立大学)
- 나라 현립 의과대학 (奈良県立医科大学)
- 와카야마 현립 의과대학 (和歌山県立医科大学)

## 주고쿠
- 돗토리 환경대학 (鳥取環境大学)
- 시마네 현립 대학 (島根県立大学)
- 오카야마 현립 대학 (岡山県立大学)
- 니미 공립 대학 (新見公立大学)
- 오노미치 시립 대학 (尾道市立大学)
- 현립 히로시마 대학 (県立広島大学)
- 히로시마 시립 대학 (広島市立大学)
- 후쿠야마 시립 대학 (福山市立大学)
- 시모노세키 시립 대학 (下関市立大学)
- 야마구치 현립 대학 (山口県立大学)

## 시코쿠
- 가가와 현립 보건의료대학 (香川県立保健医療大学)
- 에히메 현립 의료기술대학 (愛媛県立医療技術大学)
- 고치 현립 대학 (高知県立大学)
- 고치 공과대학 (高知工科大学)

## 규슈
- 기타큐슈 시립 대학 (北九州市立大学)
- 규슈 치과대학 (九州歯科大学)
- 후쿠오카 현립 대학 (福岡県立大学)
- 후쿠오카 여자대학 (福岡女子大学)
- 나가사키 현립 대학 (長崎県立大学)
- 구마모토 현립 대학 (熊本県立大学)
- 오이타 현립 간호과학대학 (大分県立看護科学大学)
- 미야자키 현립 간호대학 (宮崎県立看護大学)
- 미야자키 공립 대학 (宮崎公立大学)
- 오키나와 현립 간호대학 (沖縄県立看護大学)
- 오키나와 현립 예술대학 (沖縄県立芸術大学)
- 메이오 대학 (名桜大学)

## 단기대학
- 나요로 시립 대학 단기대학부 (名寄市立大学短期大学部)
- 이와테 현립 대학 미야코 단기대학부 (岩手県立大学宮古短期大学部)
- 이와테 현립 대학 모리오카 단기대학부 (岩手県立大学盛岡短期大学部)
- 아키타 공립 미술공예 단기대학 (秋田公立美術工芸短期大学)
- 야마가타 현립 요네자와 여자단기대학 (山形県立米沢女子短期大学)
- 아이즈 대학 단기대학부 (会津大学短期大学部)
- 가와사키 시립 간호 단기대학 (川崎市立看護短期大学)
- 현립 니가타 여자단기대학 (県立新潟女子短期大学)
- 오쓰키 단기대학 (大月短期大学)
- 나가노 현 단기대학 (長野県短期大学)
- 도야마 현립 대학 단기대학부 (富山県立大学短期大学部)
- 기후 시립 여자단기대학 (岐阜市立女子短期大学)
- 시즈오카 현립 대학 단기대학부 (静岡県立大学短期大学部)
- 미에 단기대학 (三重短期大学)
- 교토 시립 간호 단기대학 (京都市立看護短期大学)
- 시마네 현립 대학 단기대학부 (島根県立大学短期大学部)
- 구라시키 시립 단기대학 (倉敷市立短期大学)
- 니미 공립 단기대학 (新見公立短期大学)
- 고치 단기대학 (高知短期大学)
- 오이타 현립 예술문화 단기대학 (大分県立芸術文化短期大学)
- 가고시마 현립 단기대학 (鹿児島県立短期大学)

## 같이 보기
- 일본의 대학 목록
- 일본의 국립 대학 목록